# Neriene albolimbata
Neriene albolimbata är en spindelart som först beskrevs av Karsch 1879.  Neriene albolimbata ingår i släktet Neriene och familjen täckvävarspindlar. Inga underarter finns listade i Catalogue of Life.